# Texas High Plains AVA

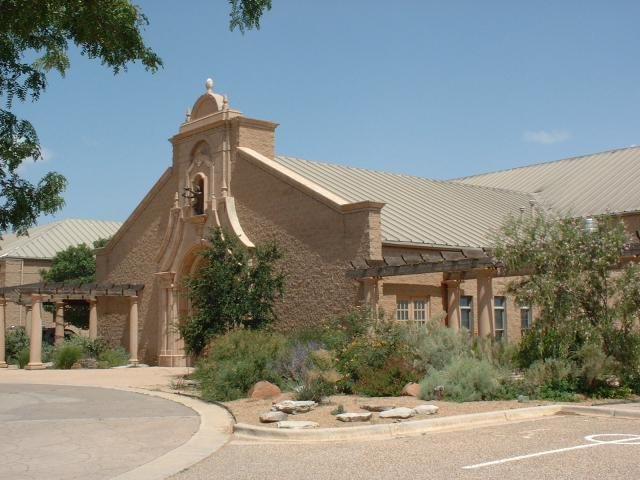
Cap Rock Winery in der Texas High Plains AVA in der Nähe von Lubbock, Texas

The Texas High Plains AVA (anerkannt seit dem 2. März 1993) ist ein Weinbaugebiet im US-Bundesstaat Texas. Das Gebiet liegt im Texas Panhandle. Das definierte Gebiet der Herkunftsbezeichnung ist die zweitgrößte American Viticultural Area in Texas. Die theoretische Fläche beträgt mehr als 3.200.000 Hektar. Ein Großteil der Weingärten liegen auf einem flachen Gelände auf einer Höhe zwischen 910 m und 1220 m ü. NN. Da die jährliche Niederschlagsmenge zum Anbau von Reben im semiariden Klima meist nicht reicht, sind die Weinbauern auf eine Bewässerung des Bodens angewiesen. Gespeist wird das Bewässerungssystem, das vorrangig für den Anbau von Baumwolle angelegt wurde, vom unterirdischen Ogallala-Aquifer.
Aktuell füllen sechs ansässige Weinbaubetriebe Weine unter der Bezeichnung Texas High Plains ab. Daneben gibt es noch eine Reihe von Betrieben, die außerhalb der definierten Region liegen und Traubenmaterial von dort aufkaufen und unter der Herkunftsbezeichnung vermarkten. Diese Betriebe liegen meist in der Nähe der Stadt Lubbock.

## Geologie
Die ältesten Schichten der Hochebene sind gegen Ende des Paläozoikum vor ca. 251 Millionen Jahren entstanden. Gegen Ende des Mesozoikum vor ca. 70 Millionen Jahren als die Rocky Mountains sich zu bilden begannen, und während des Känozoikum als die Erhebung der Rocky Mountains abgeschlossen wurde vor ca. 30 Millionen Jahren bildeten sich die darüberliegenden Schichten des Llano Estacado.
Während der Erodierung der Rocky Mountains durch Witterungseinflüsse wurden immer mehr Trümmer in die ostwärts liegenden Ebenen getragen. Durch Erosionen und neue Flussläufe entstanden die Canyons und Felsformationen, die den Llano Estacado begrenzen.